# Áras an Uachtaráin
Áras an Uachtaráin, anteriormente o Viceregal Lodge ("Pavilhão do Vice-Rei"), é a residência oficial do Presidente da Irlanda. Está localizado no Phoenix Park na parte norte de Dublin.

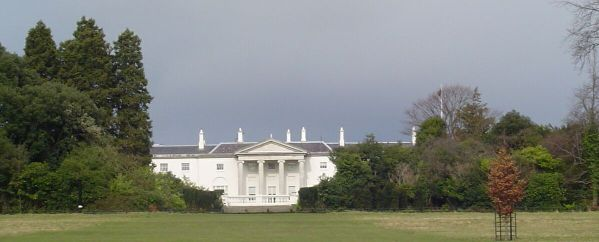
Vista geral do Áras an Uachtaráin

## Origens
O edifício original foi desenhado pelo guarda florestal e arquitecto amador Nathaniel Clements, em meados do século XVIII. Este foi comprado pela administração do britânico Lorde Tenente da Irlanda, para se tornar sua residência de Verão, na década de 1780. A sua residência oficial eram os Apartamentos Vice-reais (Viceregal Apartments) no Dublin Castle (Castelo de Dublin). A casa no parque tornou-se, mais tarde, no Viceregal Lodge, a residência "fora de estação" do Lorde Tenente (também conhecido como Vice-Rei), onde ele passou a viver durante a maior parte do ano a partir da década de 1820. Durante a Época Social da Irlanda (de Janeiro ao Dia de São Patrício, em Março) vivia com aparato de estado no Dublin Castle.
O Phoenix Park continha três residências de estado oficiais: o Viceregal Lodge, o Chief Secretary's Lodge (Pavilhão do Chefe de Secretaria) e o Under Secretary's Lodge (Pavilhão do Sub-secretário). O Chief Secretary's Lodge, agora chamado de Residência Deerfield, é a residência do Embaixador dos Estados Unidos na Irlanda, e o Under Secretary's Lodge serviu durante muitos anos como Nunciatura Apostólica (Embaixada Papal).
Alguns historiadores afirmam que o pórtico da fachada do Áras an Uachtaráin voltada para o jardim (o qual pode ser visto pelo público a partir da estrada principal através do Phoenix Park) foi usado como modelo pelo arquitecto irlandês que desenhou a Casa Branca. No entanto, o pórtico foi construído depois deste ter partido para os E.U.A.. Esistem mais evidências de que terá sido Leinster House a servir de modelo.

## Assassinato
Em 1881, os terrenos do Áras an Uachtaráin tornaram-se no cenário de um famoso crime. O Chefe de Secretaria para a Irlanda (o ministro do Gabinete Britânico com responsabilidade nos assuntos irlandeses), Lord Frederick Cavendish, e o Sub-secretário (chefe dos funcionários civis), Thomas Henry Burke, foram esfaqueados até à morte com lâminas cirúrgicas enquanto caminhavam de volta à residência vindos do Dublin Castle. Um pequeno grupo rebelde chamado "Os Invencíveis" foi responsável pelas mortes. O Lorde Tenente, o 5º Conde Spencer, ouviu os seus gritos a partir de uma janela da sala-de-estar, no piso térreo.

## Residência do Governador-Geral do Estado Livre Irlandês
Em 1911, o palácio foi submetida a uma grande ampliação para a visita do Rei Jorge V e da Rainha Maria. Com a criação do Estado Livre Irlandês, em 1922, o gabinete do Lorde Tenente foi abolido. A nova propriedade planeada para acolher o novo representante da Coroa, o Governador-Geral Timothy Michael Healy, era uma nova residência mais pequena, mas devido à morte devido às ameaças de morte dos membros anti-tratado do IRA, este ficou alojado temporariamente no Áras an Uachtaráin. O palácio permaneceu como residência do Governador-Genal do Estado Livre Irlandês até 1932, quando o novo Governador-Geral, Domhnall Ua Buachalla, foi instalado numa mansão privada, especialmente arrendada, na parte sul de Dublin.

## Residência do Presidente da Irlanda

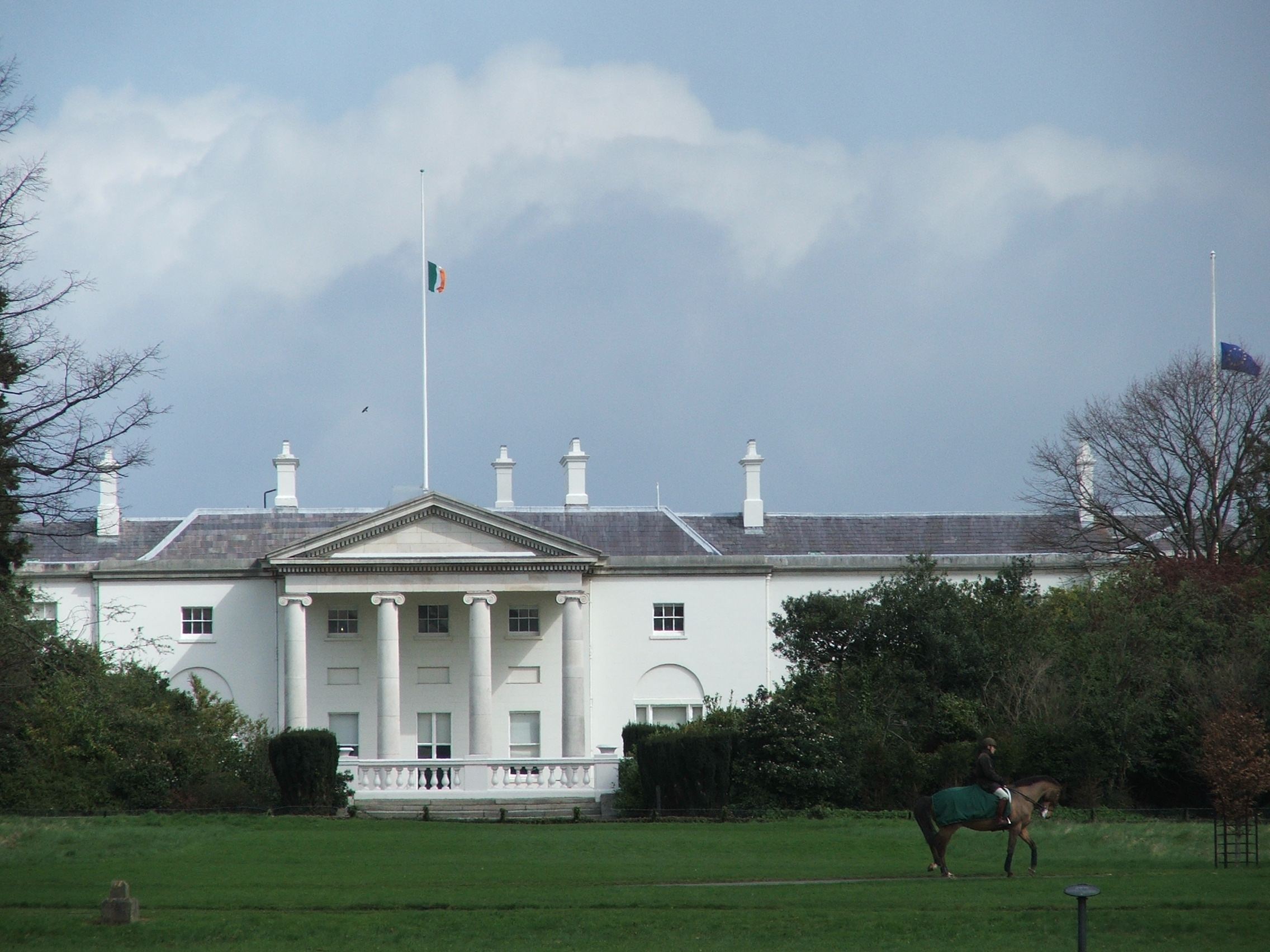
Áras an Uachtaráin, fotografado em 2005. A bandeira está a meia-haste em respeito pelo falecimento do Papa João Paulo II.

O palácio foi deixado vazio durante alguns anos, até que foi criado o gabinete do Presidente da Irlanda, em 1937. Em 1938, o primeiro Presidente, Douglas Hyde, viveu ali temporariamente enquanto eram feitos planos para a construção de um novo palácio presidencial nos terrenos. O eclodir da Segunda Guerra Mundial salvou o edifício da demolição, o qual entretanto havia sido renomeado Áras an Uachtaráin ("casa do presidente" em Irlandês), uma vez que os planos para a sua demolição e o desenho para uma nova residência foram suspensos. Em 1945 estava demasiadamente identificado com a presidência da Irlanda para ser demolido, embora a sua pobre condição significasse que uma extensa demolição e reconstrução de partes do edifício seriam necessárias, nomeadamente nas cozinhas, alojamentos dos criados e capela.
Desde então a casa tem sofrido episódios ocasionais de restauros. O primeiro Presidente, Douglas Hyde, viveu nos aposentos residenciais do primeiro andar do edifício principal. Os presidentes seguintes mudaram-se para uma nova ala residencial ligada ao edifício principal, o qual havia sido construído aquando da visita do Rei Jorge V, em 1911. No entanto, em 1990 Mary Robinson mudou-se de volta para o velho edifício principal. O atual ocupante, Michael Higgins, vive na ala de 1911.
Apesar de o Áras an Uachtaráin não ser, possivelmente, tão palaciano como outros palácios Reais e Presidenciais da Europa, apenas com uma mão cheia de salas de aparato (sala-de-estar de aparato, pequena e grande salas de jantar, o Gabinete do Presidente e Biblioteca, um grande salão de baile, um corredor presidencial com os bustos dos presidentes passados - o Corredor Francini - e alguns elegantes quartos setecentistas e oitocentistas por cima, todos no edifício principal), é uma residência de estado relativamente confortável, e possuidor de um aspecto e tamanho condizentes com a nação que representa.

## Visitantes

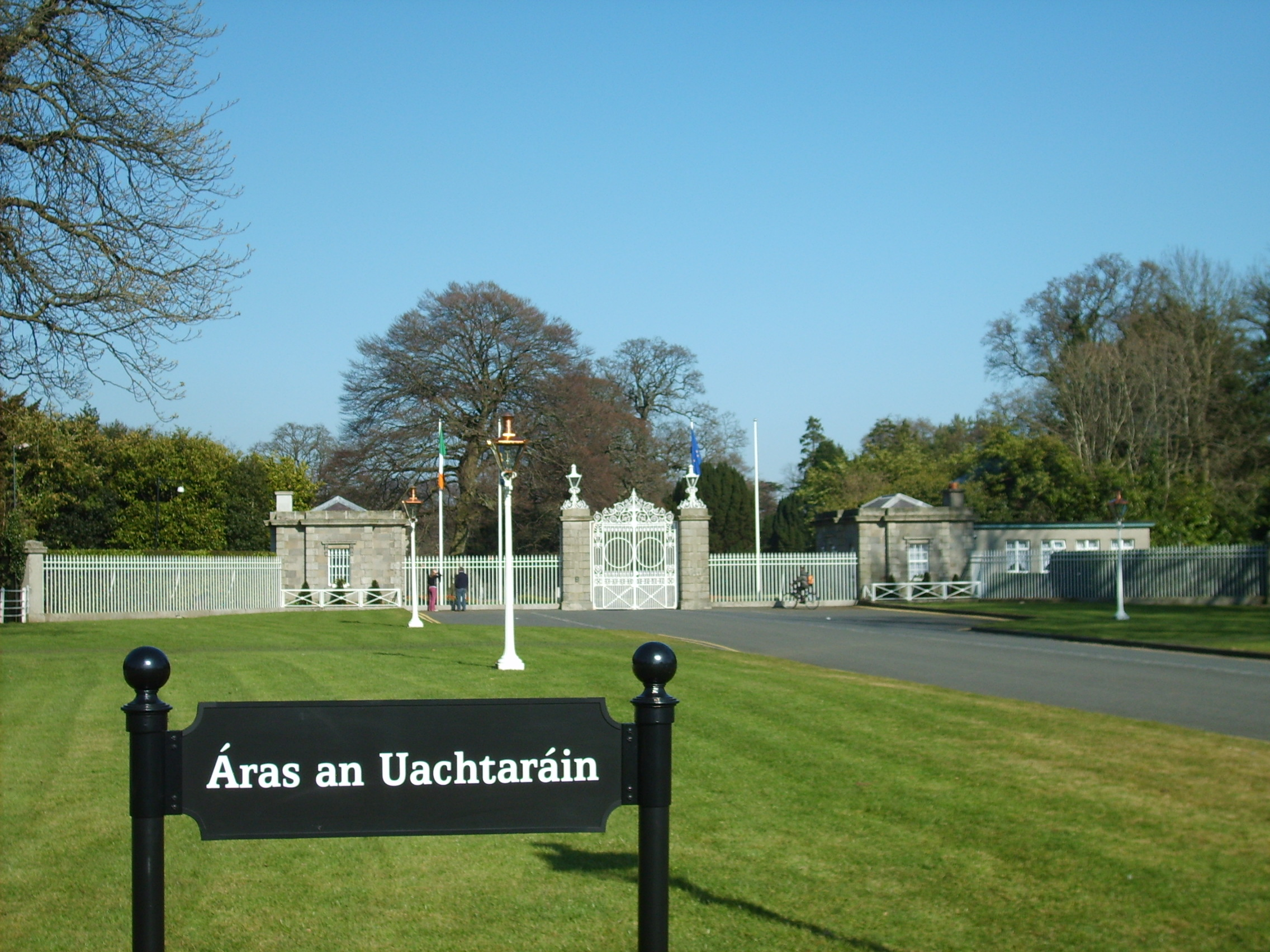
O portão principal do Áras an Uachtaráin fica localizado nas proximidades do Monumento Phoenix, no centro do parque

Vários monarcas britânicos em visita ficaram instalados no Viceregal Lodge, nomeadamente a Rainha Vitória e o Rei Jorge V. Entre os Presidentes dos Estados Unidos que estiveram instalados no Áras an Uachtaráin encontram-se John F. Kennedy, Richard Nixon, Ronald Reagan e Bill Clinton, todos com ascendência irlandesa. Outros visitantes famosos foram a Princesa Grace do Mónaco e o seu marido, Rainier III do Mónaco; o Rei Balduíno I da Bélgica; o Rei Juan Carlos da Espanha e a Rainha Sofia; o Papa João Paulo II; o Príncipe Carlos e o Príncipe Filipe.
Normalmente os convidados não fivam instalados no Áras an Uachtaráin. No entanto, o palácio possui noventa e duas salas, muitas das quais são utilizadas para armazenamento dos ficheiros presidenciais, para o staff doméstico e para o staff oficial, incluindo ajudantes de campo militares, uma Secretaria para o Presidente (algo equivalente ao Chefe de Staff da Casa Branca, excepto no facto de ser uma posição do serviço civil permanente) e um gabinete de imprensa. O estado irlandês abriu um palácio para hóspedes oficiais no vizinho Farmleigh, uma antiga residência da família Guinness.
No dia 1 de Maio de 2004, durante os seis meses da presidência irlandesa da União Europeia, o Áras an Uachtarain foi o fórum para o Dia Europeu das Boas-vindas (Dia de Acesso), no qual dez novos membros se juntaram à UE. Todos os 25 chefes de estado assistiram à cerimónia do hastear das bandeiras nos jardins do palácio. Uma grande operação de segurança, envolvendo o "Gardaí" e as Forças de Defesa Irlandesas (Irish Defence Forces), encerrou o Áras an Uachtaráin e o Phoenix Park.
O Áras an Uachtaráin encontra-se actualmente aberto para visitas em todos os Sábados.